# Brunnstjärnen, Dalarna
Brunnstjärnen är en sjö i Säters kommun i Dalarna och ingår i Dalälvens huvudavrinningsområde. Sjön har en area på 0,248 kvadratkilometer och ligger 188,1 meter över havet.

## Delavrinningsområde
Brunnstjärnen ingår i det delavrinningsområde (668988-149080) som SMHI kallar för Utloppet av Nedre Risshyttesjön. Medelhöjden är 224 meter över havet och ytan är 18,44 kvadratkilometer. Räknas de 10 avrinningsområdena uppströms in blir den ackumulerade arean 50,13 kvadratkilometer. Ljusterån som avvattnar avrinningsområdet har biflödesordning 2, vilket innebär att vattnet flödar genom totalt 2 vattendrag innan det når havet efter 197 kilometer. Avrinningsområdet består mestadels av skog (81 procent). Avrinningsområdet har 1,15 kvadratkilometer vattenytor vilket ger det en sjöprocent på 6,2 procent.